# Castillejo de Mesleón
Castillejo de Mesleón er en by og kommune i det centrale Spanien i provinsen Segovia. Den har et indbyggertal på 110 (2024) indbyggere.